# The Afters
The Afters er et kristent rockband fra Dallas i Texas, der blev dannet af forsanger Josh Heavens og guitarist Mat Foqua. De var kollegaer på en lokal Starbucks, hvor de bl.a. spillede for butikkens kunder. Gruppen blev udvidet til fire, og i 2000 udgav de en EP med seks sange. The Afters har leveret musik til TV-serier på bl.a. MTV og den amerikanske TV-station ABC. De vandt i 2006 en Dove Award som “New Artist of the Year” og blev i 2009 belønnet med endnu en Dove statuette, da albummet Never Going Back To Ok fik titlen “Rock/Contemporary Album of the Year”.